# Lalo Scalise
Lalo Scalise (Buenos Aires, Argentina, 21 de octubre de 1912 – Caracas, Venezuela, 10 de abril de 1972 ) cuyo nombre real era Eduardo Scalise Regard, fue un pianista, director de orquesta y compositor dedicado al género del tango.

## Actividad profesional
Estudió música desde los siete años con el profesor Agustín González Pinto, quien se ilusionaba con un futuro concertista  pero, ya de once años, le trajo  un tango que había titulado Rosa de fuego, homónimo al de Manuel Jovés. Tocaba el piano para familiares y amigos y de ahí surgió la idea de formar una orquesta infantil para actuar en el barrio que, al concretarse, fue contratada por el Café La Sonámbula y sus integrantes comenzaron a repartirse los ingresos. Actuaban hasta la doce de la noche, hora en que alguien responsable acompañaba al novel músico, que se presentaba en el escenario de pantalón corto y medias tres cuartos, hasta su casa. 
Así arrancó su carrera y en los años siguientes integró un trío que hacía típica y jazz en el escenario del cine Capitolio, ubicado en la Avenida Rivadavia, en el barrio de Liniers y actuó en LOY Radio Nacional, estación Flores, que más adelante se transformó en LR3 Radio Belgrano. 
Se incorporó a la formación dirigida por el bandoneonista Anselmo Aieta y estaba actuando con ella en 1930 en el Café Germinal cuando, después de una prueba exhaustiva, lo contrató Pedro Maffia para que alternara en el piano con José Pascual en su orquesta, en la que revistó junto a Gabriel Clausi, Alejandro Junnissi, Antonio Rodio, Emilio Puglisi, José Abati, Nerón Ferrazzano, Francisco De Lorenzo y el estribillista Francisco Fiorentino. Estuvo en el conjunto hasta fines de 1933 y entre sus actuaciones se recuerdan las cumplidas en el Cine Hindú, de Buenos Aires, grabando para el sello Columbia y en un festival  realizado en el Luna Park. Una de las piezas de esa etapa en que luce la labor de Scalise es Loca bohemia, la composición de Francisco De Caro. 
Scalise era amigo de Enrique Santos Discépolo y fue el músico que mayor cantidad de temas le transcribió en el pentagrama, tarea en la cual el poeta  tenía dificultades, y fue así que cuando este organizó una gira al extranjero con la idea de actuar formando bajo su dirección una orquesta con músicos españoles, fue el único músico que lo acompañó desde Argentina. Partieron con Tania a Europa en el buque Oceanía el 14 de diciembre de 1933 y regresaron en 1936.
En 1937, Scalise formó un cuarteto completado por el violinista Antonio Rodio y los bandoneonistas Enrique Rodríguez y Gabriel Clausi y también  una orquesta para presentaciones en Punta del Este en la que estaba el bandoneonista Roberto Pansera, que venía de actuar en la orquesta Francini-Pontier.
Ingresó a continuación a la orquesta de Osvaldo Fresedo, en la que introdujo un estilo de adornos y canto a dos octavas, una creación suya que se difundió  en las orquestas, y cuando se desvinculó para volver a actuar con Maffia en el Tibidabo lo reemplazó Emilio Barbato. Después tocó en el cabaré Empire con un conjunto formado por Juan Carlos Cobián y en 1945, con Maffia en LR1 Radio El Mundo con una formación en la que estaban los bandoneones de Maffia, Alfredo Cordisco, Pascual Mamone y Torterolo, los violines de Elvino Vardaro, Ríspoli, Bautista Huerta y Pedro Sapochnik y el contrabajo de Enrique Marchetto además de Scalise al piano.
En 1949 Scalise volvió a la orquesta de Osvaldo Fresedo hasta 1951 y Pansera también lo hace. Estuvo al frente de la editorial musical EMBA mientras seguía su labor de músico y, finalmente, hizo una gira por Sudamérica y se quedó viviendo en Venezuela, donde falleció en la ciudad de Caracas el 10 de abril de 1972.

## Compositor
Como compositor se recuerdan los temas que grabó la orquesta de Fresedo, Buscándote el 10 de mayo de 1940 y Vida querida el 30 de diciembre de 1941, ambos cantados por con Ricardo Ruiz; Déjame soñar, el 31 de mayo de 1951 con la voz de Armando Garrido y el instrumental Firulete, el 16 de noviembre de 1939. Por su parte Maffia registró en 1930 el instrumental Cabecita de azabache; también compuso En tinieblas, en colaboración con José María Contursi y Francisco García Jiménez; Nada más que amor, con García Jiménez y Un reproche que con música y letra de su autoría registró la Orquesta Discépolo con la voz de Tania el 1° de febrero de 1937.